# 율동 전투
율동 전투(栗洞戰鬪)는 6.25 전쟁 당시 필리핀군과 중국인민지원군이 연천군 북방에서 4월 22일부터 4월 23일까지 벌인 전투였다. 중공군 춘계공세의 일부로써 중국 제44사단은 미국 제3보병사단 휘하의 제65보병여단을 4월 22일 밤 연천 인근에서 공격했다. 필리핀 제10대대 전투단은 제65보병여단의 일부로써, 오후 10시경에 율동리 일대에 포위되었다. 제10대대 전투단은 주변 부대와 연락이 끊겼음에도 불구하고 4월 23일까지 중공군의 공세를 막아내는데 성공했다. 제10대대 전투단의 활약으로 미국 제3보병사단은 연천에서 성공적으로 철수할 수 있었다.

## 참고
- Villahermosa, Gilberto N. (2009), 《Honor and Fidelity: The 65th Infantry in Korea, 1950-1953》, Washington, D.C.: United States Army Center of Military History, 2010년 11월 8일에 원본 문서에서 보존된 문서, 2010년 11월 9일에 확인함
- Chae, Han Kook; Chung, Suk Kyun; Yang, Yong Cho (2001),  Yang, Hee Wan; Lim, Won Hyok; Sims, Thomas Lee; Sims, Laura Marie; Kim, Chong Gu; Millett, Allan R., 편집., 《The Korean War》, Volume II, Lincoln, NE: University of Nebraska Press, ISBN 978-0-8032-7795-3
- Chinese Military Science Academy (2000), 《History of War to Resist America and Aid Korea (抗美援朝战争史)》 (중국어), Volume II, Beijing: Chinese Military Science Academy Publishing House, ISBN 7-80137-390-1
- Hu, Guang Zheng (胡光正); Ma, Shan Ying (马善营) (1987), 《Chinese People's Volunteer Army Order of Battle (中国人民志愿军序列)》 (중국어), Beijing: Chinese People's Liberation Army Publishing House, OCLC 298945765
- War History Compilation Committee (1977), 《The History of the United Nations Forces in the Korean War》 6, Seoul: Republic of Korea Ministry of National Defense, OCLC 769331231

## 같이 보기
- 설마리 전투
- 주한 필리핀 해외원정군